# Otumba amazonica
Otumba amazonica är en insektsart som först beskrevs av Bolívar, I. 1887.  Otumba amazonica ingår i släktet Otumba och familjen torngräshoppor. Inga underarter finns listade i Catalogue of Life.